# Liste der Naturschutzgebiete im Landkreis Dachau
Im Landkreis Dachau gibt es zwei Naturschutzgebiete. Zusammen nehmen sie im Landkreis eine Fläche von etwa 83 Hektar ein. Das größte Naturschutzgebiet ist das 1998 eingerichtete Naturschutzgebiet Weichser Moos.
| Name                          | Bild | Kennung                   | Kreis                                        | Einzelheiten                                              | Position | Fläche Hektar | Datum |
| ----------------------------- | ---- | ------------------------- | -------------------------------------------- | --------------------------------------------------------- | -------- | ------------- | ----- |
| Schwarzhölzl                  |      | NSG-00460.01 WDPA: 165514 | München, Landkreis München, Landkreis Dachau | München 80,49 ha, LK München 26,70 ha, LK Dachau 28,19 ha | ⊙        | 135,38        | 1994  |
| Weichser Moos                 |      | NSG-00554.01 WDPA: 319296 | Landkreis Dachau                             |                                                           | ⊙        | 55,48         | 1998  |
| Legende für Naturschutzgebiet |      |                           |                                              |                                                           |          |               |       |